# 斥候
斥候（せっこう、英: point）とは、軍事において地上戦闘の際に、敵情・地形などを偵察あるいは秘密裏に監視するために本隊から先んじて派遣される単独兵または小人数の部隊のことである。また、その偵察行為そのものを指すこともある。

## 概要
斥候の役割は基本的に偵察、攻撃、追跡の三つである。
偵察地形や敵などに関する情報の収集活動
攻撃敵部隊を撃滅するための作戦行動
追跡後退する敵部隊に向かって移動すること
この中でも特に偵察活動は危険ではあるものの、現在の状況を確実に把握し情報を収集するために必要であり、地域の支配権を左右する重要な活動である。なぜなら敵陣地の位置や部隊配置、敵戦力の規模などの情報が確実であれば、本格的な攻撃を加える際にも支援の空爆や火砲で効率的な攻撃が可能であり、その地域における戦闘の主導権を確保することができるからである。
あらゆる戦闘斥候は敵の勢力圏やその境界において行われるために、敵の伏撃を受ける事態や、不意の遭遇戦などが発生し、小規模で散発的な戦闘のほとんどは斥候の最中に発生するものである。また、斥候部隊は前衛部隊として接敵機動に続く遭遇戦においては直ちに接触を維持しつつ敵部隊を拘束し、本隊へ敵情を報告して部隊全体の戦闘展開を支援する役割をも持つ。

## 日本の文献に見られる「斥候」
確認される中で「斥候」という文言が初めて登場するのは、大化改新の詔であるとされる。
『日本書紀』においては「所々に斥候をおく」と記されている。
『訓閲集』に斥候の項目があり、説明と用法がみられる（少数で逃げ足の速い斥候の場合、伏兵を怪しみ深追いはしないようにとの記述もみられる）。